# Ruins (японская группа)
Ruins — японская группа — дуэт, сочетавший прогрессив/цойль с панк-роком/нойзом.

## История
В дуэт группа превратилась случайно, когда на одну из первых репетиций не явился её гитарист. Так появилось сочетание ударных с бас-гитарой. Ударником был Ёсида, бас-гитаристов накопилось за историю группы четверо. На стиле группы сказались увлечение Ёсиды прогрессивным роком и особенно цойлем (стилем группы Кристиана Вандера «Магма»). Даже язык группы — живое напоминание об изобретённом Вандером кобайском языке. В коротких композициях Ruins Ёсида с неимоверной быстротой переходит от одного размера к другому, от танцевальных ритмов — к биту хеви-метал.
Ruins стартовали с шумного хардкора, затем звучание группы трансформировалось в ультратехничный и запутанный звук
, в середине 1980-х коллектив сочетал в музыке модные тогда направления прогрессивного рока и хардкора, что делает и поныне.
После ухода в 2003 году из группы очередного гитариста, Ёсида выступает один (Ruins Alone) или, с 2006 года, с Оно Рюко (Sax Ruins). Ruins Alone — это, по впечатлению одного из слушателей, электронно-басовый «минус», под который Ёсида с разной степенью ярости стучит по барабанам и иногда что-то кричит. В Sax Ruins хардкор и прогрессивный рок соединены с джазом, здесь дуэт играет переосмысленные в этом ключе вещи Ruins.
Ruins сотрудничали с другими музыкантами, включая известного авангардиста Дерека Бейли.

## Дискография
- Ruins (EP) (1986)
- Ruins (1988)
- Stone Henge (1990)
- Best Of Ruins (1991)
- Early Works (1991)
- Burning Stone (1992)
- Infect (1993)
- Graviyaunosch (1993)
- Hyderomastgroningem (1995)
- Refusal Fossil (1997)
- Improvisations (1997)
- Vrresto (1998)
- Symphonica (1998)
- Pallaschtom (2000)
- Mandala 2000: Live At The Kichijoji Mandala II (2000)
- Ruins Best 1986—1992 (2001)
- Tzomborgha (2002)